# XFL (2020)
Ne doit pas être confondu avec XFL (2001), ligue n'ayant existé qu'une seule saison en 2001.
La XFL est une ligue professionnelle mineure de football américain fondée le 25 janvier 2018 ayant cessé ses activités le 31 décembre 2023 après deux saisons (2020 et 2023).
Elle fusionne avec la United States Football League (USFL) pour former la  United Football League (UFL) en vue de la saison 2024.
Elle avait succédé à l'ancienne XFL de 2001 qui n'avait connu qu'une seule saison et qui était contrôlée par la World Wrestling Federation (ex- WWF actuellement dénommée WWE) et la National Broadcasting Company (NBC).
La présente XFL possédant une structure similaire à la ligue originelle de 2001, se composait de huit équipes centralisées et gérées par la ligue (donc opposé au système de franchise). Ses équipes, propriété de divers groupes, étaient éparpillées sur le territoire des États-Unis dans des marchés représentés par une franchise de la National Football League (NFL). La saison débutait après le Super Bowl et avait lieu en hiver et au printemps. Les équipes disputaient dix matchs de saison régulière avant les demi-finales et la finale.
Après cinq semaines de compétition, la XFL annonce que sa saison inaugurale se clôture le 8 mars 2020 à la suite de la pandémie de Covid-19 et des règles de distanciation physique. Le 10 avril 2020, la ligue suspend ses activités et licencie ses employés. Trois jours plus tard, elle dépose le bilan et est mise en vente mais est rachetée le 3 août 2020 pour la somme de 15 millions de dollars par Dwayne Johnson (alias The Rock) et le fond RedBird Capital (récent repreneur du Toulouse Football Club). Les propriétaires initiaux de la franchise étaient Vince McMahon et sa société Alpha Entertainment dont le siège se situait à Stamford dans l'État du Connecticut.
Le commissionnaire de la franchise était Oliver Luck et le président, Jeffrey Pollack.

## Histoire

### XFL (2001)

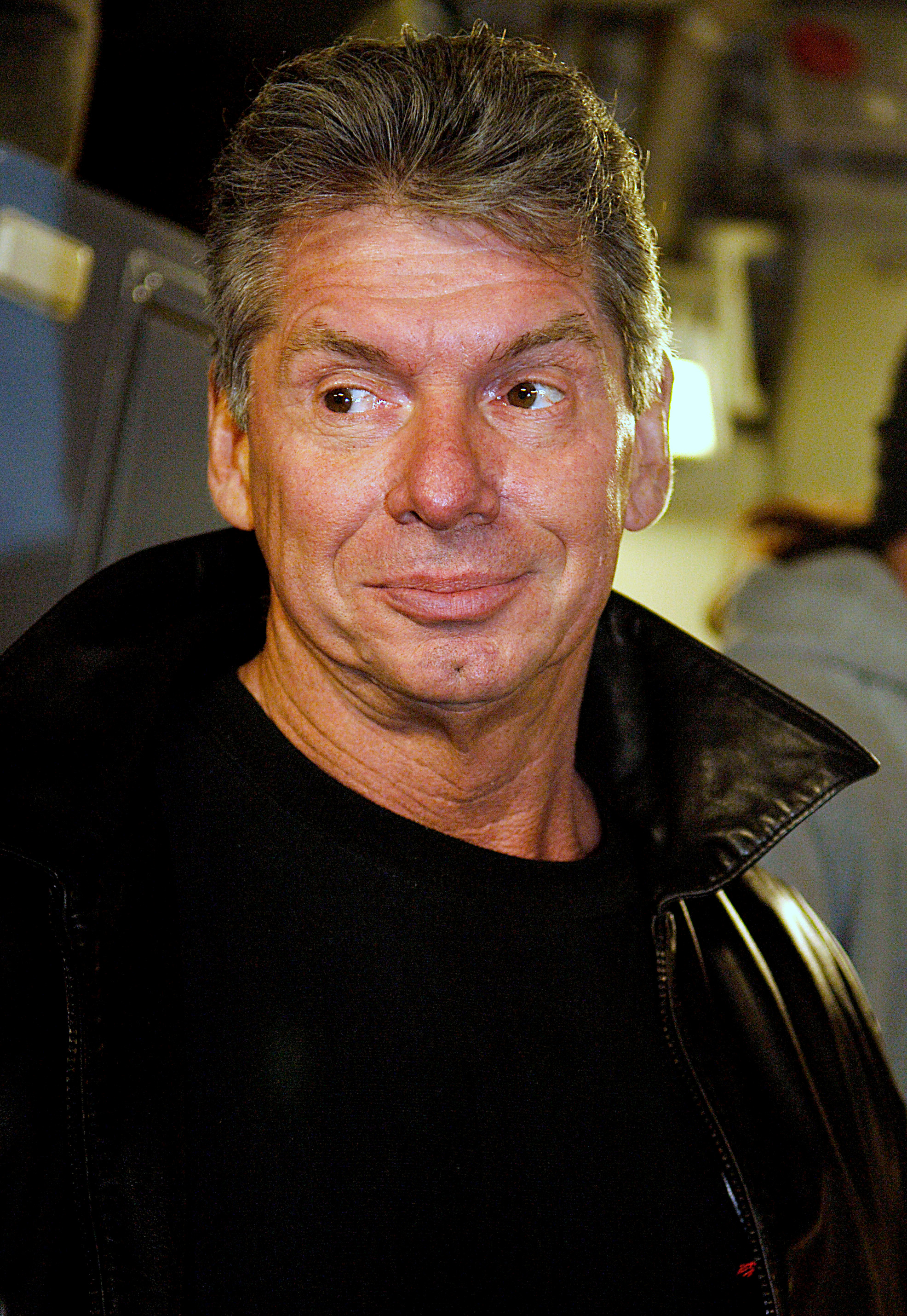
Vince McMahon, fondateur d'Alpha Entertainment, LLC.

L'XFL initiale ne dura qu'une seule saison. Elle avait entreprise conjointement par la WWF et la NBC respectivement dirigées par Vince McMahon et Dick Ebersol. Cette ligue a tenté de concurrencer la National Football League, ligue professionnelle prédominante du football américain aux États-Unis (et où NBC avait récemment perdu ses droits de diffusion au profit de CBS). Sa compétition s'étalait de la fin de l'hiver au début du printemps pour contenter le désir persistant de football américain après la fin de la saison NFL.
L'XFL avait apporté diverses modifications aux règles du football américain afin d'accroître son intensité. Elle avait également innové au niveau des retransmissions télévisées avec l'arrivée des Skycams, le placement de microphones sur les joueurs et des interviews en cours de match avec les joueurs.
Il fut finalement reproché à cette ligue de s'être trop appuyée sur des gadgets de « divertissement sportif » similaires à la lutte professionnelle (notamment en insistant sur la violence et le sex-appeal), et sur le manque de joueurs de haut niveau.
Malgré de bonnes notes récoltées à l'issue des premiers matchs, le nombre de téléspectateurs a finalement chuté et la ligue a cessé ses activités à la fin de la première saison,,
,
,. Les deux partenaires ont perdu 35 millions de dollars dans l'aventure et McMahon a finalement reconnu que la ligue était un « échec colossal »,.

### Renaissance

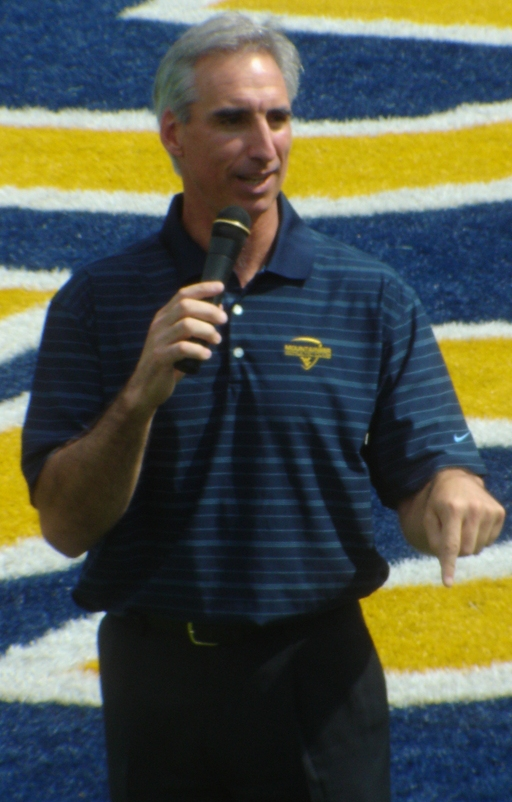
Oliver Luck, le commissionnaire de la XFL.

Dans le documentaire This Was the XFL d'ESPN en 2017, McMahon déclare qu'il songe ouvertement à la relance de la XFL, indiquant que des changements devraient être apportés par rapport à la ligue de 2001 afin de la rendre viable et pertinente à l'ère moderne. Charlie Ebersol, le réalisateur du documentaire, y annonce également le début de l'Alliance American Football (AAF) en mars 2018. Bien que l'AAF ait réussi à commencer sa compétition avant celle de la nouvelle XFL, ayant perdu ses investisseurs les plus importants, elle fait banqueroute avant la fin de sa première saison.
Le 15 décembre 2017, Brad Shepard, journaliste du Bleacher Report, rapporte que McMahon espérait sérieusement annoncer le lancement de la nouvelle XFL pour le 25 janvier 2018. Dans une déclaration à Deadspin, la WWE ne confirme ni infirme ces rumeurs, mais elle déclare néanmoins que McMahon est occupé à créer une nouvelle société appelée Alpha Entertainment, qui « explorerait les opportunités d'investissement dans les domaines du sport et du divertissement, y compris le football professionnel ».
Le 21 décembre 2017, la WWE publie un dépôt auprès de la Securities and Exchange Commission mentionnant que McMahon avait vendu pour un montant de 100 millions de dollars d'actions de la WWE afin de financer Alpha Entertainment. Le siège de la société Alpha Entertainment est situé juste à côté decelui de la WWE à Stamford, Connecticut.
Le 25 janvier 2018, la société Alpha Entertainment annonce la création d'une nouvelle ligue XFL qui se basera sur une saison inaugurale répartie sur dix semaines et qui débutera en janvier ou février 2020. Lors d'une conférence de presse, McMahon déclare que la nouvelle XFL ne sera pas similaire à l'ancienne et qu'il n'y aurait pas beaucoup de chose en commun. Il déclare également que la ligue comporterait huit équipes qui toutes appartiendraient à la société Alpha Entertainment (la précédente XFL était également une ligue appartenant à une seule entité), celle-ci ayant été créée afin de maintenir la gestion et les opérations de la ligue distinctes de celles de la WWE,. McMahon se déclare prêt à investir jusqu'à 500 millions de dollars, soit cinq fois plus que l'investissement effectué dans l'ancienne XFL. En mars 2019, McMahon décide de vendre 270 millions de dollars d'actions supplémentaires de la WWE (représentant 4% de celle-ci) afin de fournir un financement supplémentaire à la ligue. La XFL prend également la décision d'interdire la présence de pom-pom girls à la suite d'un changement d'attitude constaté à l'égard de la participation des femmes pour divertir les amateurs de sport.
La nouvelle XFL veut décourager les gestes politiques des joueurs lors des matchs par exemple le fait de s'agenouiller en signe de protestation pendant l'hymne national. McMahon prévoyait également d'interdire à tout joueur ayant un casier judiciaire de pouvoir intégrer la ligue (le commissionnaire Oliver Luck a ensuite annulé cette décision, notant que la ligne n'avait pas encore finalisé sa politique à ce sujet - il déclare même en avril 2019 qu'elle autoriserait Johnny Manziel à jouer bien qu'il ait été reconnu coupable de violence domestique en 2016.). Néanmoins, les condamnations criminelles restent un motif d'interdiction d'intégration à la XFL. McMahon a justifié ses intentions en déclarant d'une part que la XFL évaluerait un joueur en fonction de nombreux facteurs y compris ses qualités humaines et d'autre part que « les gens ne veulent plus être confronté aux problèmes sociaux et politiques lorsqu'ils vont se divertir ». Il a suggéré que les joueurs qui souhaitaient exprimer leurs opinions politiques le fassent pendant leur temps libre,. En octobre 2018, Luck déclare que l'interdiction de manifester pendant l'hymne national serait inscrite dans les contrats des joueurs comme condition d'emploi et que l'idée de cette mesure était de McMahon. Luck a reconnu que la ligue visait à être aussi apolitique que possible. Les joueurs ne seront pas empêchés de consommer du cannabis ni d’être testés pour cette drogue. Les joueurs pourraient être autorisés à consommer du cannabis et pourraient ne pas être soumis à des tests de détection de drogues.
McMahon n'a pas révélé initialement de détails spécifiques sur les modifications de règles qui figureraient dans la nouvelle XFL, mais a déclaré qu'il visait à réduire la durée des matches à environ deux heures (contrairement à la norme actuelle dans le football américain, qui dépasse généralement légèrement trois heures). La ligue a par la suite reconsidéré cette durée la portant à une durée estimée à deux heures et demie. Plus tard, à l'annonce des règles relatives à la prolongation, les médias télévisés ont estimé que la retransmission des matchs nécessiterait un créneau horaire de trois heures qui inclurait le match et l'éventuelle prolongation. Les matchs test ont abouti à un temps de jeu moyen de 2 heures et 40 minutes avec un nombre d'actions de jeu comparable à un match NFL. Mcmahon a également noté qu'en annonçant la création de la ligue deux ans à l'avance (contrairement à la XFL initiale qui n’a été annoncée qu'un an à l'avance), ils disposeraient de plus de temps pour préparer la ligue afin de lui fournir un produit plus attrayant,.
McMahon a nié que le moment choisi pour cette annonce coïncidait avec les récentes mauvaises cotations de la NFL, expliquant et déclarant : « Ce qui s'est passé là-bas, c’est leur affaire, et je ne vais pas taper sur leur dos, mais je vais apprendre de leurs erreurs comme n'importe qui le ferait s'il était amené à créer une nouvelle ligue de football ».
Le 5 juin 2018, Oliver Luck (en) est nommé commissionnaire et directeur général la XFL. Il quitte son emploi au sein de la NCAA pour prendre en charge les opérations de la XFL. Doug Whaley (en), plus récemment directeur général des Bills de Buffalo, est engagé le 8 novembre 2018 comme vice-président des opérations. Le 22 janvier 2019, Jeffrey Pollack (en) est nommé président et chef d'exploitation de la XFL en raison de son précédent rôle de directeur du marketing et de la stratégie et de conseiller spécial des Chargers de Los Angeles.
Le 5 décembre 2018, le commissionnaire de la ligue annonce le nom des huit villes hôtes et des stades où évolueront les équipes. Il annonce également que le premier match d'XFL aura lieu le 8 février 2020 soit une semaine après le Super Bowl LIV. Le 7 février 2019, il annonce que Bob Stoops (en) sera l'entraîneur principal et directeur général de l'équipe de Dallas. Plus tard dans le mois, il déclare que Jim Zorn (en) sera celui de Seattle, Pep Hamilton (en) celui de l'équipe de Washington et Marc Trestman celui de Tampa Bay. Le dernier entraîneur principal est engagé le 13 mai. June Jones (en) est présenté le 20 mai et dirigera l'équipe de Houston.
McMahon a déclaré qu'il voulait jouer sur les marchés existants de la NFL mais n'a pas identifié spécifiquement les villes potentielles et n'a exclu aucune ville spécifique. Il n'a pas non plus exclu de jouer sur du gazon artificiel. L'ancienne XFL évitait les surfaces de jeu artificielles (car la plupart de ces surfaces ressemblaient alors à des tapis) ; cependant, la technologie a considérablement progressé depuis 2001, les gazons artificiels modernes imitant de plus près l'herbe réelle. John Shumway de KDKA-TV à Pittsburgh et les médias locaux d'Orlando et de San Diego se sont renseignés sur les équipes potentielles dans leurs villes respectives, mais McMahon (tout en déclarant « j'aime Pittsburgh ») a refusé de citer les villes qui y auront une équipe. McMahon a également déclaré que les équipes auraient de nouvelles identités par rapport à celles de l'ancienne ligue. La ligue s'est renseignée auprès de trente régions métropolitaines comme lieux potentiels pour ses équipes. C'est le 5 décembre 2018 que le commissaire de la ligue annonce les huit villes et stades hôtes des premières franchises. L'émergence de l'Alliance of American Football a créé des problèmes lors de la sélection des villes pouvant accueillir des équipes de XFL, car de nombreux candidats potentiels avaient déjà accueilli des équipes de l'AAF (notamment Orlando, la deuxième plus grande ville sans équipe NFL et sans stade acceptable). Orlando était également l'un des marchés les plus prospères de l'ancienne XFL et le deuxième au niveau assistance lors de la saison 2019 de l'AAF. Ne voulant pas que des équipes rivalisent avec d'autres équipes de football, la XFL a donc choisi des villes différentes de l'AAF.
La ligue a choisi de placer ses équipes au sein de grands marchés médiatiques en en sélectionnant cinq des sept plus grands des États-Unis en fonction des estimations 2017 du bureau du recensement, les huit marchés XFL comptant chacun plus de 2,9 millions d'habitants (le plus petit étant St. Louis. Cela fut perçu en totale opposition avec les options choisies par l'Alliance of American Football, celle-ci ayant principalement choisi des marchés sans équipes NFL afin d'éviter d'entrer en concurrence avec les bases de fans existantes; trois des marchés de l'AAF (Birmingham, Memphis et Salt Lake, les deux premières villes avaient eu des équipes dans l'ancienne XFL) avaient une population inférieure à la moitié de celle de St. Louis's. Le seul marché XFL sans équipe NFL est St. Louis, cette ville ayant vu son équipe NFL partir pour le sud de la Californie en 2015.
La ligue a engagé son premier joueur le 15 août 2019 en la personne du quarterback Landry Jones. C'est le 21 août 2019 que la XFL a révélé le nom des équipes ainsi que leurs logos. Les joueurs ont été répartis dans leurs équipes lors de la draft des 15 et 16 octobre 2019. Le calendrier des matchs a été annoncé le 22 octobre et la vente des tickets d'entrée ouverte au public dès le 24 octobre 2019. Les maillots ont été présentés le 3 décembre 2019. La XFL n'organisera pas de match d'avant saison. Le 27 janvier 2020, le roster définitif des huit équipes est officiellement présenté par la XFL.

### Fin de saison 2020 et dépôt de bilan
Le 12 mars 2020, la ligue met un terme à la saison 2020 à la suite de la pandémie de Covid-19 comme les autres ligues majeures aux États-Unis    (NBA, NHL, MLS, MLB, et NCAA). Même si les équipes n'ont joué que cinq matchs, la ligue annonce qu'elle paiera les salaires de base de tous les joueurs pour le reste de la saison. De plus, les joueurs qui recevront des offres légitimes de la NFL ou de la LCF seront autorisés à signer avec ces équipes.
Le 10 avril 2020, le président de la ligue, Jeffrey Pollack, informe les employés de la XFL lors d'une conférence téléphonique que la ligue suspendait ses activités et que tous les employés seraient licenciés. Trois jours plus tard, le 13 avril, la ligue dépose une demande de mise en faillite (Chapitre 11 de la loi sur les faillites des États-Unis), déclarant que la pandémie de coronavirus avait privé la ligue de dizaines de millions de dollars de revenus. Avec ce dépôt de bilan, la ligue s'est mise en vente et a commencé la recherche d'un repreneur afin de maximiser la valeur de ses actifs dans le but de rembourser les créanciers,. Luck, qui était rentré chez lui en Indiana depuis le 13 mars, est congédié de son poste avant le dépôt de bilan, ce qui le conduit à poursuivre personnellement McMahon au motif de licenciement abusif le 21 avril.

### Procédure de rachat

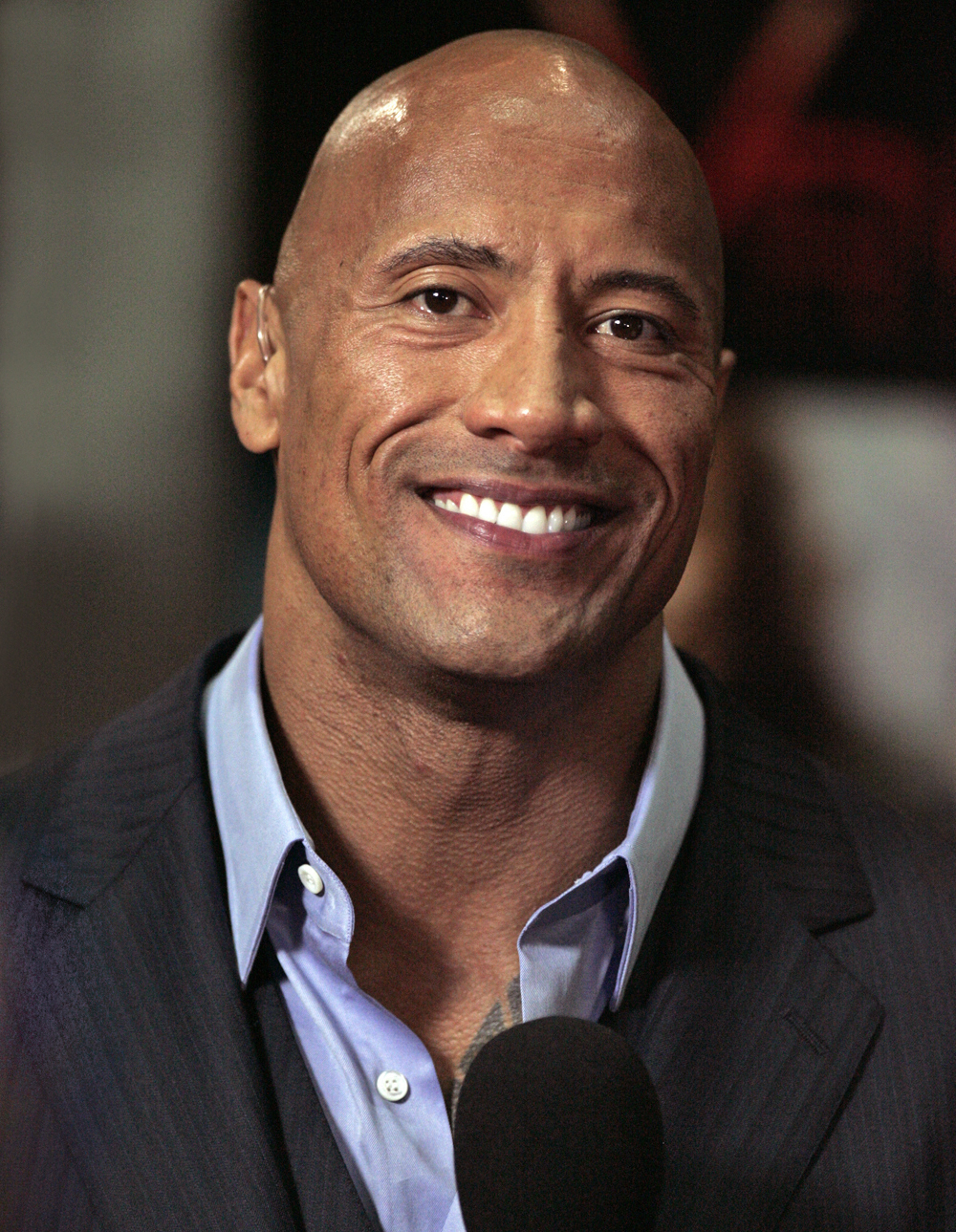
Dwayne Johnson, un des nouveaux propriétaires de la XFL.

Le 20 mai 2020, la ligue tente de reprendre ses activités en demandant aux autorités de Saint-Louis, de Houston et de Seattle de rétablir les contrats de location de stade dont elle avait précédemment tenté de se libérer dans le cadre de la faillite,.
Le 26 mai 2020, les documents déposés par le tribunal dans l'affaire de la faillite de la XFL révèlent des dates clés entourant la vente éventuelle de la ligue : dans le cadre de l'accord de faillite, McMahon accepte de ne pas racheter la XFL, la date limite pour qu'un enchérisseur se déclare est fixée au 30 juillet, la vente aux enchères est prévue pour le 3 août, l'audience étant fixée au 7 août à 10 heures. Cependant, des documents judiciaires rendus publics le 28 juillet 2020 révèlent que la XFL ne serait pas vendue à moins qu'elle ne parvienne à négocier un nouvel accord de diffusion. 
Le 1er juillet 2020, ESPN dépose une requête devant le tribunal déclarant qu'elle serait disposée à envisager de diffuser à nouveau la XFL si celle-ci a un nouveau propriétaire, tout en précisant qu'elle ne détiendrait aucune participation dans les actifs de XFL, ESPN ajoutant également que les "compétences, qualités et services de la XFL n'étaient pas fongibles". Le 23 juin 2020, la FOX dépose également une requête devant le tribunal signalant sa volonté de diffuser également la XFL, mais uniquement à la condition qu'un nouveau propriétaire de la ligue puisse négocier un nouvel accord de diffusion, la Fox considérant la XFL comme un « débiteur ». Le 28 juillet 2020, il est annoncé que ABC avait rejoint FOX et ESPN pour demander de nouveaux accords télévisés via une décision judiciaire. Il est également rapporté qu'ESPN (elle-même liée à ABC) voulait rompre les liens avec la XFL, ligue qu'il était nécessaire de considérer comme «défunte» sans les appuis financiers que McMahon n'était plus disposé à injecter dans l'organisation. La FOX se déclarait cependant toujours ouverte à la poursuite des négociations avec la XFL se considérant libre de tout engagement et désireuse de nouvelles conditions pour tout nouvel accord de radiodiffusion.
Le 3 août 2020, l'acteur et producteur Dwayne Johnson (alias The Rock) et son ex-épouse partenaire commercial de longue date, Dany Garcia, se sont associés à la société RedBird Capital propriété de Gerry Cardinale (récent repreneur du Téfécé) pour racheter la XFL pour la somme de 15 millions de dollars, quelques heures avant qu'une vente aux enchères puisse avoir lieu,,.

## Les règles du jeu
Voici les changements de règlement ayant officiellement été testés par la Spring League (en) et qui seront appliquées pour la saison 2020 de l'XFL :

### Réception
La règle en usage dans les écoles secondaires, la NCAA et la LCF pour la réception d'une passe vers l'avant est utilisée dans la XFL : une réception est considérée comme valable si le receveur possède au moment de la réception au moins un pied dans le terrain (et pas les deux comme dans la NFL).

### Règle des passes latérales avants
La XFL a testé l'idée de traiter toutes les passes effectuées derrière la ligne d'engagement comme des passes latérales autorisant de facto plus d'une seule passe vers l'avant au cours d'une même action de jeu. Le commissionnaire Oliver Luck a déclaré que cela aurait également l'avantage supplémentaire de simplifier l'arbitrage, car il pensait qu'il serait plus facile de juger si une personne se trouvait derrière une ligne de mêlée fixe plutôt que de juger si une passe lancée par un joueur en mouvement suivait une ligne parallèle.
La ligue n'a pas encore précisé si une « passe écran » (screen pass (en)) au cours de laquelle le ballon est relâché (dropé) derrière la ligne de mêlée serait traité comme une passe incomplète ou un fumble comme lors d'une véritable passe latérale. La XFL a testé les actions avec deux passes en avant lors de tests effectués dans le Mississippi.
Cette règle aurait également pour conséquence de rendre tous les joueurs situés derrière la ligne d'engagement un receveur éligible, y compris les joueurs de la ligne offensive. Cela éliminerait ainsi la pénalité conséquence d'un "toucher illégal d'une passe avant" lors d'autres actions de jeu. Les joueurs de ligne offensifs n'auraient toujours pas le droit de s'avancer dans le terrain avant qu'une passe en avant ne soit effectuée et ne franchisse la ligne d'engagement par les airs (une proposition de changement de règle similaire mais plus large avait été faite à l'occasion de l'ancienne XFL, ce qui aurait rendu tous les joueurs éligibles, mais les entraîneurs de la ligue avaient rejeté cette proposition, la qualifiant de modification trop radicale à apporter en milieu de saison). Cette règle aurait également pour conséquence de favoriser les joueurs polyvalents lesquels peuvent jouer à plusieurs postes et possèdent un éventail de compétences plus large.

### Équipes spéciales
Il n'est plus possible d'effectuer un fair catch mais l'équipe qui dégage le ballon devra laisser un espace de cinq yards autour du receveur pour qu'il puisse réceptionner et retourner le ballon. Cette règle existait déjà dans l'ancienne XFL et elle est utilisée dans la LCF). Si cet espace est franchi, il s'ensuit une pénalité, dénommée no yards dans la LCF. 

### Kickoffs
La ligue veut augmenter l'impact des kickoffs sur le jeu, :
- Le kickoff sera donné sur la ligne des 25 yards (35 yards en NFL et en NCAA)[66] afin que le touchback devienne pratiquement impossible à réaliser[22]. Cependant, les joueurs de l'équipe effectuant le kickoff (à l'exception du kicker) se placeront sur la ligne adverse des 35 yards tandis que les joueurs en réception se placeront sur leur ligne des 30 yards (à l'exception du returner). Les équipes seront ainsi séparées par seulement cinq yards et elles ne pourront franchir la zone neutre avant que l'équipe en réception ne touche le ballon. Le kicker et le returner sont les seuls à pouvoir bouger avant que le ballon soit réceptionné (ou touché par le returner). Leurs équipiers seront autorisés également à se déplacer trois secondes après que le ballon aura touché le sol (s'il n'est pas touché par le returner).

- Si jamais un touchback est quand même effectué, afin de décourager sa réalisation par les deux équipes, le ballon sera placé sur la ligne des 35 yards de l'attaque (si le ballon arrive par les airs dans l'en-zone) ou sur la ligne des 15 yards si l'équipe qui reçoit laisse rebondir le ballon jusque dans son end-zone.

- Si le ballon sort en touche à l'occasion d'un kickoff (illegal kickoff) ou si le ballon n'atteint pas la ligne de 20 yards adverses (il ne chute donc pas entre la ligne d'en-but et les 20 yards)[67], celui-ci sera placé sur la ligne des 45 yards de l'équipe ayant effectué le kickoff[68] (en NFL ou en NCAA il suffit que le ballon franchise une distance de 10 yards et un kickoff en touche (out of bounds) voit le ballon placé sur la ligne des 40 yards de l'équipe en réception.).

- Les équipes sont autorisées à effectuer un onside kick normal mais celui-ci ne pourra pas être effectué sans être annoncé (pas d'effet de surprise)[69].

### Punts
- Les règles de touchback lors des kickoffs sont également appliquées aux punts.

- La XFL n'autorise pas de gunners (en NFL/NCAA, joueur qui lors d'un punt ou kickoff fonce vers l'end-zone pour bloquer le returner). Tous les joueurs de l'équipe effectuant le punt doivent rester sur ou derrière la ligne d'engagement jusqu'à ce que le ballon soit kickoff[70] (comme dans la XFL 2001 même si cette ligue avait supprimé cette règle au milieu de sa saison).

- Le punt arrivant hors des limites quelque yards avant la zone d'en-but (coffin corner punt (en)) sera considéré comme un touchback et le ballon sera placé sur la ligne des 35 yards. Cette règle est faite dans le but d'encourager davantage de conversions de 4e down.

### Points après touchdown
Le kickoff d'extra point sera remplacé par un jeu sur la ligne d'engagement. Le ou les points accordés en cas de réussite du jeu seront déterminés en fonction de la distance à laquelle sera placée la ligne d'engagement.
Cette distance sera choisie par l'équipe ayant inscrit le touchdown :
- un point si la ligne d'engagement est placée à deux yards de la ligne d'en-but ;
- deux points si à cinq yards ;
- trois points si à dix yards[71]

Cette règle existait déjà lors de l'ancienne XFL mais n'était appliquée que pour les playoffs. La Stars Football League (en) a également utilisé cette règle pendant son existence.

### Double passe vers l'avant
Les équipes pourront tenter une deuxième passe vers l'avant lors d'un même jeu si le ballon n'a pas franchi la ligne d'engagement avant la deuxième passe.

### La prolongation
La prolongation type NFL est remplacée par une série de tentatives de conversion à un point (les tentatives auront lieu à partir de la ligne des 5 yards plutôt que de la ligne des 2 yards), comme pour les pénaltys en soccer ;
En avril 2019, la NCAA a adopté un concept similaire lorsque le match nécessite cinq prolongations qui est d'application pour la saison 2019,.
Il y aura cinq séries d'action de jeu où chaque attaque peut marquer un point si elle parvient dans la zone d'en-but. Les défenses ne peuvent inscrire de point. En cas de turnover le ballon sera donc considéré comme mort. Les pénalités siffées contre les défenses entraîneront le déplacement du ballon jusqu'à la ligne des 1 yards, tandis qu'une deuxième pénalité sifflée contre la même défense à l'occasion de n'importe quel jeu (même lors des tours ultérieurs), donnera le point à l'autre équipe.
Pour accélérer ce processus, l'attaque et la défense des deux équipes seront sur le terrain dans la zone de but appropriée. Une fois que l'attaque d'une équipe a terminé son jeu, l'attaque de l'autre équipe joue le sien dans la zone opposée.
Ces règles garantissent aux deux équipes la possibilité de gagner le match, permettent à la défense d'avoir un impact plus important sur le résultat de la prolongation et la limiteraient à 5 ou 6 minutes. Si les deux équipes sont à égalité après la série des cinq tentatives, de nouvelles tentatives sont effectuées jusqu'à ce qu'une équipe inscrive un point empechant le match de se termine sur un score de parité.

### L'horloge
- L'horloge n'est plus arrêtée en dehors des deux dernières minutes de chaque mi-temps (two-minute warning (en)) sauf lorsque la possession du ballon change d'équipe[75]. Pendant les deux dernières minutes, l'horloge est arrêtée après chaque jeu effectué depuis la ligne d'engagement[63]. L'horloge est également arrêtée à la suite d'une passe incomplète, lorsqu'un joueur sort du terrain avec le ballon et après un spike du ballon (ballon volontairement tapé au sol après le snap). L'horloge reprend lorsque le ballon est replacé sur son spot par l'arbitre (ball judge).

- Le play clock (en) sera de 25 secondes et sera calculé dès que le ballon aura été placé sur son spot (40 secondes en NFL et NCAA)[71].

- En accord avec la règle précédente, la XFL a proposé que les casques de tous les joueurs soient équipés d'une radio réceptrice (non émettrice) qui permettrait aux entraîneurs offensifs d'appeler directement les joueurs favorisant le jeu sans huddle (no-huddle offense (en))[76].

- Les équipes possèdent chacune deux temps morts par mi-temps.

- La révision vidéo par les arbitres sera limitée à 60 secondes[77]. Les entraîneurs n'ont pas la possibilité de contester une décision arbitrale (pas de challenge comme en NFL) et seul le sky judge sera habilité à décider d'une révision vidéo.

### L'arbitrage
- La XFL utilise un sky judge, lequel se trouve dans un studio équipé des appareils permettant la révision vidéo des décisions arbitrales prises sur le terrain.

- Un arbitre supplémentaire (le ball judge), portant une casquette de couleur rouge, s'occupe de placer le plus rapidement possible le ballon à l'endroit où il devra être joué afin d'accélérer le jeu. Le nombre des arbitres sur le terrain est donc porté à neuf. La ligue vise ainsi à limiter entre cinq et sept secondes le temps de replacement du ballon.

- Une nouvelle pénalité (tap penalty) pourrait être appliquée non pas à une équipe entière mais à un joueur déterminé qui aurait commis une faute mineure n'induisant pas un mouchoir de pénalité[78]. Ce joueur serait remplacé pour une seule action de jeu. Ce type de pénalité doit permettre un jeu plus rapide sans que les joueurs puisse enfreindre les règles.

- La priorité sera portée sur les fautes constituant une menace pour la sécurité des joueurs et moins sur les violations de procédure afin de ne pas ralentir le jeu avec des appels de pénalités inutiles. Les arbitres auraient également accès aux appels de jeu des deux équipes.

### Le ballon
La couleur principale du ballon utilisé lors des matchs d'XFL est le brun traditionnel et il correspond à celui utilisé dans la plupart des ligues en opposition à la couleur noire avec ornements rouges utilisée dans la défunte XFL 2001.
Chaque ballon porte le nom de l'équipe aux couleurs de l'équipe. Un « X » est apposé sur les deux extrémités du ballon. La lettre est aux couleurs des équipes et les bras du « X » courant sur chaque pointe du ballon. Longitudinalement la marque « XFL » de la ligue est reproduite au-dessus du nom de l'équipe et reflète également les couleurs de l'équipe.
En juin 2019, cinq ballons, chacun ayant une texture de cuir différente, ont été testés. La texture choisie a été présentée le 25 novembre 2019. Il s'agit du ballon breveté « X-Pebble » et possède un design personnalisé créé et fabriqué par la société Team Issue de Dallas.

### Autres règles
- Les hommes de la ligne offensive seront autorisés à avancer de deux yards à l'occasion d'une passe vers l'avant[66].

- Il n'y aura pas de lancement de pièce (coin toss). L'équipe jouant à domicile pourra automatiquement choisir de donner le coup d'envoi ou de recevoir le ballon. En cas de prolongation, l'équipe visiteuse pourra choisir le côté du terrain où son attaque effectuera ses tentatives de conversion (l'équipe à domicile sera alors placée du côté opposé) et si elle attaque ou défend en premier lors de la série.

- Les joueurs seront autorisés à porter des visières colorées ou décorées[80].

- La mi-temps est limitée à 10 minutes.

## Les équipes
Les noms et les logos des équipes de la XFL devaient être révélées début juin 2019 mais les marques déposées par la XFL n'ayant été définies que pour une seule équipe un report fut nécessaire. Les noms, logos et couleurs des équipes sont finalement dévoilées le 21 août 2019 à l'occasion d'une diffusion spéciale en streaming.
La draft 2020 se déroule les 15 et 16 octobre 2019. En plus des huit équipes pour la compétition, la XFL gèrera une équipe de développement et d'entrainement (farm et practice squad) qui sera centralisée et fonctionnera comme une équipe normale, avec un effectif et un encadrement, même si elle ne disputera aucun match contre les huit autres équipes. Cette équipe partagera les installations des Renegades de Dallas. Elle est dénommée en interne « Équipe 9 » .
En juillet 2022, Johnson et Garcia annoncent de retour des toutes les franchises à l'exception de celles Los Angeles, Tampa Bay et New York. Ces dernières seront remplacées par des franchises de San Antonio, Las Vegas et Orlando respectivement.
De leurs côtés les Defenders de Washington D.C, les Roughnecks de Houston, les Battlehawks de St-Louis et les Sea Dragons de Seattle demeurent dans leur ville respective et garde leur nom d'origine.
| Club                              | Ville/État            | Stade                        | Capacité       | Première saison | Entraîneur      |                |                |
| North Division                    | North Division        | North Division               | North Division | North Division  | North Division  | North Division | North Division |
| --------------------------------- | --------------------- | ---------------------------- | -------------- | --------------- | --------------- | -------------- | -------------- |
| Defenders du District de Columbia | Washington, D.C.      | Audi Field                   | 20 000         | 2020            | Reggie Barlow   |                |                |
| Sea Dragons de Seattle (en)       | Seattle, Washington   | Lumen Field                  | 69 000 †       | 2020            | Jim Haslett     |                |                |
| Battlehawks de Saint-Louis        | Saint-Louis, Missouri | The Dome at America's Center | 66 965 †       | 2020            | Anthony Becht   |                |                |
| Vipers de Vegas (en)              | Las Vegas, Nevada     | Cashman Field                | 12 500         | 2020            | Rod Woodson     |                |                |
| South Division                    |                       |                              |                |                 |                 |                |                |
| Renegades d'Arlington             | Arlington, Texas      | Choctaw Stadium              | 25 000         | 2020            | Bob Stoops      |                |                |
| Roughnecks de Houston (en)        | Houston, Texas        | TDECU Stadium                | 40 000         | 2020            | Wade Phillips   |                |                |
| Guardians d'Orlando (en)          | Orlando, Floride      | Camping World Stadium        | 60 219 †       | 2020            | Terrell Buckley |                |                |
| Brahmas de San Antonio            | San Antonio, Texas    | Alamodome                    | 64 000 †       | 2023            | Hines Ward      |                |                |

† Capacité maximale du stade. Les grands stades à plusieurs niveaux n'ouvriront probablement le bas que pour les matchs XFL, à l'instar des matches de l'AAF et de MLS disputés dans les grands stades.

## La draft
La draft 2020 de la XFL (en) se déroule les 15 et 16 octobre 2019.

## Déroulement du championnat
Chaque équipe dispute dix matchs de saison régulière, cinq à domicile, cinq en déplacement et sans semaine de repos.
La ligue est divisée en deux conférences de quatre équipes (Est et Ouest). La Conférence Est (East Conference) regroupe les équipes des villes de New York, District de Columbia, Tampa et Saint-Louis tandis que la Conférence Ouest regroupe celles de Seattle, Los Angeles, Dallas et Houston. Chaque équipe rencontre les trois équipes de sa conférence en matchs aller-retour. Les équipes d'une conférence rencontre une seule fois les équipes de l'autre conférence.
La saison se termine par les demi-finales et la finale : l'équipe classée première de sa conférence au terme de la saison régulière rencontre la seconde de l'autre conférence et les deux gagnants se rencontrent en finale.
Le schéma est identique aux défuntes XFL (2001) et Alliance of American Football (AAF).
Il y aura quatre match joués chaque semaine en saison régulière, deux le samedi et deux le dimanche, une l'après midi et l'autre en soirée. Lors des deux dernières semaines de la saison régulière, un des matchs du samedi sera avancé et joué le jeudi en soirée.
Le premier match de saison régulière se disputera le 8 février 2020 soit une semaine après le Super Bowl LIV.
Le lieu de la finale du championnat 2020 doit encore être déterminé. Ce match aura lieu le 26 avril 2020.

## Les joueurs, les salaires
La XFL payera les joueurs présents dans le roster des équipes avec un contrat portant sur un montant de 2 725 $ par semaine dont 1 040 $ garantis. Un bonus de victoire de 2 222 $ sera également versé à chaque joueur de l'équipe par match gagné. Les contrats expirent en fin de saison et permettent ainsi aux joueurs de signer dans n'importe quelle autre ligue.
Les joueurs recevront également la somme de 1 040 $ par semaine pendant la pré-saison ainsi que pendant les playoffs si leur équipe n'y est pas qualifiée. Les quarterbacks titulaires recevront un salaire annuel de 495 000 $. Le roster des équipes en saison régulière sera composé de 52 joueurs dont 46 devront être activés le jour des matchs.
L'idée de départ de la ligue était d'offrir des contrats de un à trois ans aux joueurs. Le fait de signer un contrat de longue durée aurait induit un bonus supplémentaire dit de loyauté. En compensation, le joueur n'aurait pas pu signer ou jouer dans une autre ligue pendant les mois du printemps, d'été ou d'automne et ce contrat n'aurait pas été garanti.
Le plafond salarial (salary cap) global sera approximativement de 4 000 000 $ par équipe. La ligue a choisi une structure salariale plus flexible afin de ne pas trop payer pour les joueurs les moins bons et pour pouvoir être plus compétitifs pour signer de meilleurs quarterbacks titulaires.
Les entraîneurs principaux seront payé au salaire de 500 000 $ par an et chaque équipe disposera d'un staff de 25 personnes. La XFL souhaite explicitement éviter tout partenariat de développement avec la NFL ou toute autre ligue afin de ne pas perdre le contrôle de ses décisions en matière de personnel. Contrairement à l'ancienne XFL, l'assurance maladie des joueurs sera couverte par la ligue. Les responsables de la ligue prévoyant que les joueurs n'auront pas formé de syndicat avant le début de la compétition, la politique de la ligue ne fera donc pas l'objet de négociations collectives, ce qui pourrait permettre d'éviter un arrêt de travail tel qu'un lock-out ou une grève.
Le poste de directeur général d'une équipe sera assumé par l'entraîneur principal et chaque équipe aura un président.
Le commissionnaire de la ligue, Oliver Luck (en), a suggéré que la XFL n'aurait pas pour les joueurs les mêmes conditions d'éligibilité qu'en NFL. Actuellement, pour être éligible en NFL (soit être autorisé à intégrer le roster d'une de leur équipe), les joueurs doivent avoir quitté le lycée (High School) depuis au moins trois ans. La plupart des potentiels joueurs NFL jouaient donc en NCAA pendant trois années avant de postuler en NFL. Cette règle fut établie de commun accord entre la NCAA et la NFL. En échange, la NFL était autorisée à avoir un accès presque illimité pour recruter les joueurs universitaires. La XFL n'utilisant pas cette règle d'éligibilité, il est possible que la ligue signe des joueurs qui auraient quitté le lycée depuis moins de trois. La XFL n'a également pas exclu de signer, selon Luck au cas par cas, des joueurs évoluant en NCAA en 2019 soit en cours de saison, chose que la NFL n'avait plus fait depuis 1925. Les premiers joueurs ciblés par la XFL seront les réservistes vétérans (comme Luck l'avait fait pour la NFL Europe, avec Kurt Warner, Brad Johnson et Jake Delhomme par exemple) qui de facto ne nécessitent plus de passer par les équipes de développement ou d'entraînement. En raison de préoccupations budgétaires et de sa réticence à contrarier la NFL, la XFL n’a pas l’intention de se lancer dans des guerres d’enchères pour les joueurs de renom.
Contrairement aux autres ligues alternatives de football américain, la XFL n'effectuera pas de drafts dites territoriales et les équipes n'auront pas de limite territoriale pour recruter leurs joueurs.